# Nanzhang
Der Kreis Nanzhang (chinesisch 南漳县, Pinyin Nánzhāng Xiàn) ist ein Kreis in der Provinz Hubei in Zentralchina, die zum Verwaltungsgebiet der bezirksfreien Stadt Xiangyang gehört. Er hat eine Fläche von 3.856 km² und zählt 546.400 Einwohner (Stand: Ende 2019). Sein Hauptort ist die Großgemeinde Chengguan (城关镇).

## Administrative Gliederung
Auf Gemeindeebene setzt sich der Kreis aus zehn Großgemeinden zusammen. 